# Jørgen Toft
Jørgen Toft (født 20. januar 1954) er en dansk tidligere fodboldspiller og tidligere fodboldtræner for Varde IF's 2. divisionsmandskab.
Jørgen Toft spillede 147 førsteholdskampe for Esbjerg fB. Han var med til at vinde DM-bronze i 1977, sølv i 1978 og guld i 1979.

## Trænerkarriere
Siden 1981 har han været træner i bl.a. EfB, Bramming og Varde IF. I Esbjerg fB har Toft både været træner for Danmarksserieholdet og assistentrræner under både Viggo Jensen og Ove Pedersen, bl.a. da klubben vandt bronze i 2003.
I december 2005 bad Toft om at få ophævet sin kontrakt som assistenttræner for Esbjerg fB, efter at Ove Pedersen var taget til AGF, og Troels Bech var blevet ansat som cheftræner.
Toft blev i februar 2006 ansat som ny cheftræner for Varde IF, hvor han var cheftræner frem til december 2009.

## Anden virke
Jørgen Toft arbejder ved siden af trænerjobbet som skolelærer og studievejleder. I 2018 flyttede han til Fanø med sin kone.